# Domènec Moli Serra
Domènec Moli Serra (Figueres, 1933) és periodista, escriptor i impressor. L'any 1958 es va traslladar a Olot, on va exercir com a redactor en cap del setmanari ¡Arriba España!. Des d'aleshores, la seva participació en la premsa local, com a impulsor de publicacions (Puigsacalm) o com a col·laborador, ha estat intensíssima. Professionalment, ha estat vinculat a la centenària impremta Aubert d'Olot, des d'on va impulsar l'edició de la Història d'Olot, de Joaquim Danés i Torras. És autor d'una trentena de monografies, dedicades sobretot a la divulgació artística i culinària. Ha estat membre fundador de la comissió dels Premis Ciutat d'Olot i president d'Òmnium Cultural de la Garrotxa. L'any 2010 va ser reconegut amb les Ales a la Cultura, distinció que atorga l'Institut de Cultura de la Ciutat d'Olot.
Una de les seves netes és Coral Moli i Plana (Olot, 2002).

## Biografia
Domènec Moli Serra va néixer a Figueres el 19 d'octubre de 1933. Va estudiar al col·legi La Salle, conegut popularment com “els Fossos”. Va començar a escriure molt aviat i va col·laborar en revistes empordaneses, com el setmanari Canigó, i en el diari gironí Los Sitios.
Domènec Moli es va traslladar a Olot l'estiu de 1958, instat pel periodista Antonio Pastor Foraster, que aleshores dirigia el setmanari ¡Arriba España! i l'emissora Ràdio Olot, i a qui havia conegut com a col·laborador del diari Los Sitios. Moli va ser redactor en cap d'aquests dos mitjans de comunicació, en els quals, especialment en el setmanari, va fer pràcticament de tot. Cal destacar-ne, però, el seu vessant com a crític d'art, des d'on va reivindicar la pintura més innovadora respecte a la tradició paisatgística olotina. A més de la seva etapa com a responsable d'¡Arriba España!, ha col·laborat en gairebé totes les publicacions locals, com Olot-Misión (1965-1979), La Garrotxa (1969-1979), L'Olotí (1979-1988), Doble-Set (1991-1992), Firalet (1992-1994), A 440 Metres sobre el Nivell del Mar (1995-2005), El Cartipàs (2005-), entre d'altres. L'any 1965 va impulsar la revista Puigsacalm, un mensuari crític del qual van aparèixer cinc números i que va ser clausurat per publicar textos en català. També ha col·laborat a la revista Empordà Federal (1987-1989).
A Olot, Domenèc Moli es va vincular professionalment a la impremta Aubert, establerta a la capital garrotxina des de l'any 1912. Després de la jubilació de Joan Aubert Nadal, fill del fundador de la impremta, Pere Aubert Pont, Domènec Moli es va fer càrrec de l'empresa. Durant aquesta etapa, va continuar la publicació de la Biblioteca Olotina, impulsada per Joan Casulà (143 volums); va promoure l'edició de la Història d'Olot, de Joaquim Danés i Torras (31 volums, 1977-2002), i va imprimir bona part de les publicacions del bibliòfil olotí Miquel Plana i Corcó (1943-2012), amb qui va col·laborar regularment. A la impremta Aubert també es van estampar nombroses monografies locals relacionades amb Olot i l'Empordà i catàlegs d'exposicions d'artistes gironins. D'altra banda, durant la seva regència de l'empresa, dels tallers de la impremta van sortir bona part de les publicacions periòdiques locals més progressistes, com L'Olotí (1979-1988), Gra de Fajol (1980-1985), Doble-Set (1991-1992) i la sèrie de revistes satíriques La Comarca Carlina (1987), La Comarca Artística (1988), La Comarca Incorrupta (1989) i La Comarca Legítima (1990).
Com a escriptor, Domènec Moli és autor d'una trentena de monografies, a més de nombroses col·laboracions en obres col·lectives i catàlegs d'exposicions. Entre els llibres de divulgació artística, destaquen Acotacions per una biografia de Pere Gussinyé (1978), Ramon Barnadas: pintor a Olot (1981), Parlem de Xavier Viñolas (1984), M. Oliveras (1990), Francesc Oliver (1991), Josep Pujol: un temps d'art a la Garrotxa (1994) i Jordi Farjas (1995). En el camp de la divulgació culinària, sobresurten A la recerca d'una cuina garrotxina (1982) i La cacera del senglar a la Garrotxa (1992). Cal remarcar la seva col·laboració amb el bibliòfil i editor Miquel Plana, per al qual va escriure una gran quantitat de textos, entre els quals el primer llibre publicat per l'editor, Un núvol apretat per la tramuntana (1973).
Domènec Moli ha estat membre fundador de la comissió dels Premis Ciutat d'Olot, president del Cine-Club d'Olot, membre de la societat gastronòmica El Cassolot i president de la delegació a la Garrotxa d'Òmnium Cultural. L'any 1999 va formar part de la candidatura d'Esquerra Republicana Olotina a les eleccions municipals d'Olot.

## Premis i reconeixements
L'any 1966 Domènec Moli va obtenir el Premi Misión amb l'obra He visto tres zorras azules. El 1994 va rebre l'homenatge dels Premis Ciutat d'Olot. L'any 2010 va ser reconegut amb les Ales a la Cultura, distinció que atorga l'Institut de Cultura de la Ciutat d'Olot. L'any 2013 va rebre el Premi a la Trajectòria Personal en el marc dels Premis Garrotxí de l'Any que convoca el Centre d'Iniciatives Turístiques d'Olot. Va ser pregoner de les Festes del Tura d'Olot l'any 2004. Diverses imatges seves es conserven a l'Arxiu Comarcal de la Garrotxa.

### Selecció de monografies
- He visto tres zorras azules (Olot, 1967)
- Decatrilogia plàstica: Olot ‘70 (Olot, 1970)
- Acotacions per una biografia de Pere Gussinyé (Olot, 1978)
- Ramon Barnadas: pintor a Olot (Olot, 1981)
- 25 anys d'història [Club Natació Olot] (Olot, 1981)
- A la recerca d'una cuina garrotxina (Olot, 1982)
- Dos-cents anys d'Escola de Belles Arts a Olot: 1783-1983 (Olot, 1984)
- Parlem de Xavier Viñolas (Olot, 1984)
- M. Oliveras (Barcelona, 1990)
- Colomer: un pintor para un paisaje (Olot, 1991)
- Francesc Oliver (Olot, 1991)
- La cacera del senglar a la Garrotxa (Olot, 1992)
- Josep Pujol: un temps d'art a la Garrotxa (Olot, 1994)
- Jordi Farjas (Olot, 1995)
- Pagesia i gastronomia: Can Mià de Palol de Revardit (Palol de Revardit, 2003)
- Jardins de parets seques (recordant Josep Pla) (Barcelona, 2007)
- La Plaça Mercat d'Olot (Olot, 2008)
- Colofons de Domènec Moli en els llibres de Miquel Plana [1973-2011] (Setcases, 2012)

#### Llibres de bibliòfil editats per Miquel Plana
- Un núvol apretat per la tramuntana (1973)
- Trilogia de la vida (1975)
- La blava festa major d'Olot (1976)
- Miratge verdal (1977)
- Olot íntim (1984)